# Sainte-Anne-du-Lac
Sainte-Anne-du-Lac es un municipio canadiense situado en la provincia de Quebec.

## Superficie
Sainte-Anne-du-Lac tiene una superficie de 320,73 km².

## Demografía
En 2021, tenía 556 habitantes, una densidad poblacional de 1,7 hab./km², y 422 viviendas.